# Iseilema maculatum
Iseilema maculatum är en gräsart som beskrevs av Pieter Jansen. Iseilema maculatum ingår i släktet Iseilema och familjen gräs. Inga underarter finns listade i Catalogue of Life.